# ریکاردو توسی
ریکاردو توسی (انگلیسی: Riccardo Tosi؛ زادهٔ ۲۷ دسامبر ۱۹۹۹) بازیکن فوتبال است.